# Jan Michael Angstenberger
Jan Michael Angstenberger (také Anxenberger; Angstenberger, Johann Michael), (2. ledna 1717, Zákupy – 20. srpna 1789, Vídeň) byl český hudební skladatel.

## Život a dílo
Jan Michael Angstenberger se narodil v Zákupech na severu Čech. Vstoupil do Rytířského řádu křižovníků s červenou hvězdou. Působil v Praze, kde byl mimo jiné ředitelem kůru (chorregens) a v Karlových Varech. V roce 1768 se stal opatem kláštera ve Vídni.
V 18. století byl oblíbeným skladatelem chrámové hudby. Jeho skladby se dochovaly jak v křížovnické sbírce a v chrámu sv. Víta v Praze, tak v chrámu sv. Karla ve Vídni. Angstenbergerova tvorba vycházela z italských vzorů, jmenovitě z děl skladatelů neapolské školy a díla Antonia Lottiho.